# Tomoyuki Dan
Yoshio Tanaka (田中 良雄 Tanaka Yoshio?,  Prefectura de Osaka, Japón, 6 de agosto de 1963 – Shinjuku, Tokio, 10 de octubre de 2013), mejor conocido bajo su nombre artístico de Tomoyuki Dan (檀 臣幸 Dan Tomoyuki?), fue un actor y seiyū japonés. Estuvo afiliado a Seinenza Theater Company hasta el momento de su muerte.
Con su singular voz, Dan se dio a conocer tras dar voz a Cronicle Asher en Mobile Suit Victory Gundam y Kisame Hoshigaki en Naruto. En 2010, interpretó a Shinkuro Isaka en Kamen Rider W. Era gran fanático de la obra de Akira Senjū. Dan también era el doblador oficial en japonés de Christian Bale y Ben Stiller. Dan falleció el 10 de octubre de 2013 debido a una disección aórtica.

## Filmografía

### Anime
- Air Gear (Masaya Orihara)
- Detective Conan (Maejima, Toshihide Wakamatsu, Keiki Nigaki, Hiroto Akashi, Kijun Matsunaka)
- Eat-Man (Taylor)
- Jūshin Enbu HERO TALES (Mōjun)
- Kaitō Saint Tail (Oikawa)
- Kin'iro no Corda ~primo passo~ (Southern instrument store owner)
- Mobile Suit Victory Gundam (Cronicle Asher)
- Naruto (Kisame Hoshigaki)
- Naruto: Shippūden (Kisame Hoshigaki)
- Nyaniganyandā Nyandākamen (Sarakichi, Nezumi Sennin, Pittari-san, greengrocer, Tsubarō)
- Planetes (Sasha)
- Suite PreCure (Hōjō Dan)
- Ghost in the Shell: Arise' (Ishikawa)

### OVAs
- Brother Bear 2 (Rutt)
- Legend of the Galactic Heroes (Emerson)

### Películas animadas
- Brother Bear (Rutt)
- Cars (Harv)
- Road to Ninja: Naruto the Movie (Kisame Hoshigaki)
- Up (Beta the Rottweiler)

### Doblaje
- Band of Brothers (William Guarnere)
- Batman Begins (DVD edition) (Bruce Wayne / Batman (Christian Bale))
- The Dark Knight (DVD edition) (Bruce Wayne / Batman (Christian Bale))
- The Dark Knight Rises (Bruce Wayne / Batman (Christian Bale))
- Los ángeles de Charlie (The Chad)
- Deep Rising (TV edition) (Joey "Tooch" Pantucci)
- La momia (Video and DVD edition) (Benny)
- Night at the Museum (Larry Daley)
- Oz (Augustus Hill)
- La habitación del pánico (Video and DVD edition) (Junior)
- Snatch (Mickey O'Neil)
- Speed Racer (Snake Oiler)
- Terminator Salvation (John Connor)
- X-Men (Video and DVD edition) (Scott Summers / Cyclops)
- X-Men 2 (Video and DVD edition) (Scott Summers / Cyclops)
- X-Men: The Last Stand (Scott Summers / Cyclops)

### Películas de acción real
- Kamen Rider W (Doctor Shinkuro Isaka/Weather Dopant)